# Motilla del Palancar

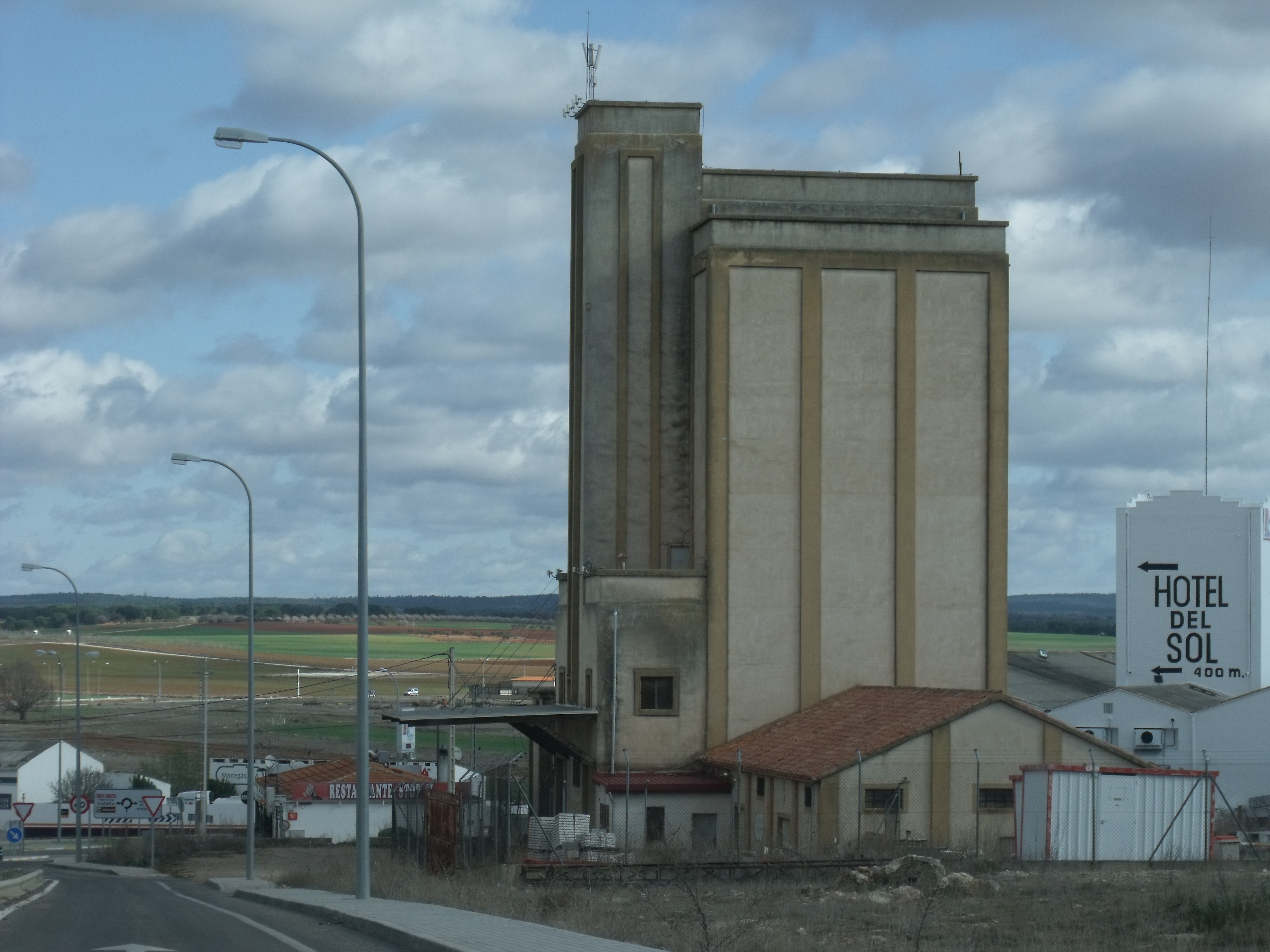

Motilla del Palancar là một đô thị trong tỉnh Cuenca, cộng đồng tự trị Castile-La Mancha Tây Ban Nha. Đô thị này có diện tích là 73,7 ki-lô-mét vuông, dân số năm 2009 là 6167 người với mật độ 83,68 người/km². Đô thị này có cự ly 68 km so với tỉnh lỵ Cuenca.